# Ali Abdel-Rhamane Haggar
Ali Abdel-Rhamane Haggar, est un homme politique né à Abéché en 1960, il est enseignant à l'université de N'djamena.

## Biographie
Ancien Directeur de la SONASUT et ancien Secrétaire général de la présidence.

### Formation
Docteur en planification (en URSS) et titulaire d'un brevet international en administration publique (École nationale d'administration, France). Il a été secrétaire général à la présidence de la République du Tchad. Professeur d'économie à l'Université de N'Djamena en 2009.

### Carrière
Le 20 décembre 2023, il est nommé Emissaire Spécial du Président de la Républiqueet le 28 janvier 2022 en Afrique du Sud il est élu le président  du panel des Eminentes personnalités du MAEP. En 2021 il était nommé conseiller techniques dans le domaine de la réconciliation nationale et du dialogue. En 2012 il était le recteur de l'université de N’Djamena.

## Publications
- Tchad, du pouvoir intégral à l'alternance pacifique ou au déluge? (2021) [5]
- Éloge de l'amitié fraternelle (2012)
- Et demain le Tchad (2009)[6],[7]
- Le mendiant de l'espoir(récit) (1999)